# 鼎山街
鼎山街（Dingshan St.）為高雄市的主要道路，起端由民族一路至金山路，續接鼎力路可通往仁武區。該路雖名為街，但寬度大於明誠路，大順路以北為4線道，以南為2線道。為往來高雄市三民區以及仁武區的重要道路。

## 行經行政區域
- 三民區

## 沿線設施
（由北至南）
- 天天新黃昏生鮮綜合市場
- 高雄市政府警察局三民第二分局 （页面存档备份，存于）鼎山派出所（260號）
- 台灣中油加油站鼎山路站
- 高雄市三民區鼎金國民小學（357號）
- 高雄市立鼎金國民中學（445號）
- 家樂福鼎山店（849號）
- 高雄牧場公司（530號 行政院農業部輔導）
- 高雄市三民區衛生所（660號）
  - 高雄市急難醫療站-三民區衛生所分站

## 公車資訊
- 漢程客運
  - 77 昌福幹線 金獅湖站—歷史博物館
- 南台灣客運
  - 16 高鐵左營站－捷運巨蛋站－高雄應用科技大學
- 港都客運
  - 217 加昌站－合群社區－鳥松區公所
- 高雄客運
  - 33 金獅湖站—鹽埕埔
  - 8021 鳳山－彌陀
- 義大客運
  - 8502 義大世界－高雄市立美術館

## 公共自行車
- 高雄市公共自行車租賃系統：
  - 鼎金國民中學：鼎山街/立志街口東南側
  - 鼎山大順路口：鼎山街534號（前人行道）

### 捷運
- 環狀輕軌鼎山街站（鼎山街/大順二路口）

## 相關連結
- 高雄市主要道路列表